# Ikot Abasi
Ikot Abasi è una delle trentuno aree di governo locale (local government areas) dello stato di Akwa Ibom, in Nigeria. 
Nel censimento del 2006 contava 132.023 abitanti.